# Elzweiler
Elzweiler là một đô thị thuộc huyện Kusel, bang Rheinland-Pfalz, phía tây nước Đức. Đô thị Elzweiler có diện tích 2,09 km², dân số thời điểm ngày 31 tháng 12 năm 2006 là 130 người.